# Dánsko na Letních olympijských hrách 1908
Dánsko se účastnilo Letní olympiády 1908 v Londýně. Zastupovalo ho 78 mužů v 8 sportech.

## Medailisté
| Medaile | Jméno | Sport   | Soutěž                          |
| ------- | --- | ------- | ------------------------------- |
| Stříbro | Peter Andersen Magnus Beck Ødbert E. Bjarnholt Harald Bohr Charles Buchwald Ludvig Drescher Johannes Gandil Knud Hansen August Lindgren Einar Middelboe Kristian Middelboe Nils Middelboe Sophus Nielsen Oskar Nørland Bjørn Rasmussen Vilhelm Wolfhagen | Fotbal  | Turnaj mužů                     |
| Stříbro | Ludvig Dam | Plavání | Muži 100 m znak                 |
| Bronz   | Anders Andersen | Zápas   | řecko-římský ve střední váze    |
| Bronz   | Carl Jensen | Zápas   | řecko-římský v lehké těžké váze |
| Bronz   | Søren Marinus Jensen | Zápas   | řecko-římský v supertěžké váze  |